# لیدزداون آن سی
لیدزداون آن سی (به انگلیسی: Leysdown-on-Sea) یک روستا در بریتانیا است که در Leysdown واقع شده‌است. لیدزداون آن سی ۱٬۲۵۶ نفر جمعیت دارد.